# Violeta Assiego
María Violeta Assiego Cruz (Madrid, 1971) es una abogada, investigadora y activista española especializada en derechos humanos. Entre mayo de 2021 y enero de 2022, fue directora general de derechos de la infancia y de la adolescencia del Ministerio de Derechos Sociales y Agenda 2030 del Gobierno de España.

## Trayectoria
Se licenció en Derecho por la Universidad Autónoma de Madrid y, posteriormente, cursó un máster en Psicología Jurídica en la Universidad Nacional de Educación a Distancia (UNED). Desde 1996, está colegiada como abogada en el Colegio de la Abogacía de Madrid.
Su labor profesional se ha desarrollado en el ámbito de los derechos humanos, con especial atención a la infancia, el colectivo LGTBI, la interseccionalidad, la discriminación y la vulnerabilidad social. Ha trabajado en diversas organizaciones sociales y entidades del tercer sector, como la Federación de Asociaciones de Madres Solteras (FAMS), Save the Children y la Federación Estatal de Lesbianas, Gais, Trans y Bisexuales (FELGTB), donde ha coordinado investigaciones y programas desde la perspectiva de los derechos humanos con enfoque de derechos de la infancia, de género e interseccionalidad.
También ha ocupado cargos directivos en proyectos centrados en la atención a la infancia, juventud, familias y personas sin hogar, en Las Naves, el Centro de Formación y Atención Socioeducativa, la Fundación RAIS, la Fundación Meniños y la Fundación para la Infancia.
En mayo de 2021 fue nombrada directora general de derechos de la infancia y de la adolescencia del Ministerio de Derechos Sociales y Agenda 2030 del Gobierno de España. Desde este cargo impulsó la implementación de la Ley de Protección Integral a la Infancia y la Adolescencia frente a la Violencia, aprobada ese mismo año.
Además de su labor institucional, es autora y coautora de diversas publicaciones. Entre ellas destacan Delitos de odio. Guía práctica para la abogacía y Derribar los muros, junto a José Vicente Gracia. También colabora como columnista en medios de comunicación como El País y ElDiario.es.

## Reconocimientos
En 2021, Violeta Assiego Cruz recibió el Premio Triángulo Comunicación, otorgado por el colectivo madrileño COGAM, en reconocimiento a su labor en la defensa de los derechos del colectivo LGTBI desde los medios de comunicación y el activismo. Este galardón se enmarca en los Premios Triángulo, que distinguen a personas y entidades destacadas en la promoción de los derechos LGTBI.

## Obra
- 2018 – Delitos de odio. Guía práctica para la abogacía. V Congreso de Derechos Humanos de la Abogacía Española.[14]
- 2019 – Derribar los muros: Desde el Muro de Berlín demolido, contra los nuevos muros levantados. VVAA. Roca Editorial. ISBN 978-8418014109.